# 剛果高背鱨
剛果高背鱨，為輻鰭魚綱鯰形目脂鱨科的其中一種，為熱帶淡水魚，分布於非洲加彭歐固耶河及剛果Kouilou流域，體長可達22.5公分，棲息在底層水域，生活習性不明。

## 扩展阅读
維基物種上的相關：剛果高背鱨